# 존재종택 및 명서암 우헌정
존재종택 및 명서암·우헌정은 대한민국 경상북도 영덕군 창수면 오촌리에 있는 건축물이다. 1994년 9월 29일 경상북도의 문화재자료 제293호로 지정되었다.

## 개요
이휘일(1619∼1673)의 8대손 이수악의 생가인 존재종택, 이휘일을 추모하기 위해 지은 건물이다.
명서암 이수악이 말년을 보낸 우헌정, 관리사 4동으로 이루어졌다.
이휘일은 조선 중기의 학자이며 호는 존재이다. 성리학에 몰두하였고 후진 양성에 힘썼다. 저서로는 『전원팔곡시조』, 『홍범연의』, 『존재집』 등이 있으며 죽은 뒤 영해의 인량서원에 모셨다.
존재종택은 이수악의 생가이다. 앞면 8칸·옆면 6칸 반 규모이며, 지붕은 옆에서 볼 때 여덟 팔(八)자 모양을 한 팔작지붕이다. 원래는 정침과 사당으로 이루어져 있었으나 현재는 정침만 남아 있다. 조선 효종 1년(1650)경에 세운 이 건물은 조선 중기의 건축 양식을 잘 보여주는 중요한 자료이다.
명서암은 이휘일의 증손자인 면운재가 이휘일의 학덕을 높이 평가하고 추모하기 위해 지은 건물로, 조선 영조 9년(1733)에 세웠다. 앞면 3칸·옆면 2칸 규모의 건물로, 지붕은 팔작지붕이다. 보존상태가 양호하고 이휘일이 『홍범연의』를 집필한 곳으로도 유명하다.
우헌정은 의병장으로 유명한 이수악이 1800년대 후반에 세운 정자 건물이다. 앞면 3칸·옆면 1칸 반 건물로, 지붕은 팔작지붕이고 이수악이 말년을 보낸 곳이다.
관리사는 명서암 왼쪽에 있으며 앞면 4칸·옆면 4칸 건물이다. 보존 상태가 양호해서 역사적으로 가치있는 곳이다.

## 참고 자료
- 존재종택및명서암.우헌정 - 국가유산청 국가유산포털